# История почты и почтовых марок Киренаики
История почты и почтовых марок Киренаики, ныне восточного прибрежного района Ливии, условно подразделяется на периоды: нахождения в составе Османской империи (до 1912), пребывания в составе итальянской колонии Ливии (1912—1943), британской оккупации (1943—1951), нахождения в составе независимого государства Ливии (с 1951). В 1952 году выпуск почтовых марок Киренаики был прекращён.

## История
Киренаика — восточный прибрежный район Ливии, бывший ранее провинцией («мухафазой») или регионом («вилайетом») этой страны (наряду с Триполитанией и Феццаном) согласно её административно-территориальному устройству до 1963 года. Административным центром Киренаики был город Бенгази. Земли, ранее составлявшие Киренаику, теперь разделены на несколько муниципалитетов («шабийя») (см. Административное деление Ливии). Помимо прибрежного района, то есть исторической территории Киренаики, эта бывшая провинция во времена Королевства Ливии и при правлении итальянцев расширилась в южном направлении, включив всю восточную часть страны.
На почтовых марках колониальной Киренаики, печатавшихся в итальянской государственной типографии, была надпись итал. «Cirenaica» («Киренаика»).

## Надпечатки
Первыми почтовыми марками Киренаики стали итальянские марки с надпечаткой итал. «CIRENAICA» («Киренаика»), выпущенные в обращение 24 октября 1923 года одновременно с аналогичными марками для Триполитании.

## Регулярные выпуски почтовых марок
Выпуск почтовых марок с надписью «Cirenaica» («Киренаика») начался в 1926 году, при этом памятные и стандартные марки выходили регулярно до 1934 года, когда Триполитания, Киренаика и Феццан были объединены в итальянскую колонию Ливия.
Надписи на выпускавшихся марках на итальянском языке: «Poste Cirenaica» («Почта Киренаики»), «Posta aerea» («Авиапочта»), «R. posta coloniali italiane» («Королевская колониальная итальянская почта»), на английском языке: «Cyrenaica» («Киренаика»); «Posts» («Почта»); а также на арабском языке.

## Почтовые марки Великобритании
Почтовые марки Великобритании с надпечаткой «M. E. F.» (сокращённо от англ. Middle East Forces — Ближневосточные сухопутные войска) были в почтовом обращении в 1943—1948 годах после захвата этой территории британскими войсками во время Второй мировой войны. С 1 июля 1948 года использовались почтовые марки с надпечаткой текста «B. M. A. TRIPOLITANIA» («Британская военная администрация — Триполитания»).

## Внутренняя автономия
Некоторое время (1949—1951) Киренаика имела внутреннюю автономию, когда британские власти признали Мухаммеда Идриса аль-Махди ас-Сенуси эмиром Киренаики, которой лишилась 24 декабря 1951 года при объединении Киренаики, Триполитании и Феццана в составе Королевства Ливия. В 1950 году были эмитированы стандартные и доплатные марки. После объединения страны в почтовом обращении стали употребляться почтовые марки Ливии.